# Gustavo Salinas

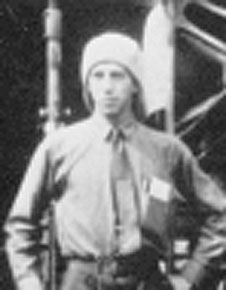
Gustavo Salinas

Gustavo Salinas Camiña (Cuatro Ciénegas, 17 juli 1893 — aldaar, 5 maart 1964) was een Mexicaans militair en piloot. Salinas was de eerste piloot in de geschiedenis die een luchtbombardement uitvoerde boven Noord-Amerika.
Na zijn school vertrok Salinas naar New York om zich daar te verdiepen in de luchtvaart. In 1912 keerde hij terug naar Mexico en sloot hij zich aan bij het leger van Francisco I. Madero. Na de omverwerping van Madero sloot hij zich aan bij het Constitutionalistische Leger van Venustiano Carranza in de strijd tegen dictator Victoriano Huerta. Op 14 april 1914 steeg hij met een vliegtuig op om enige zelfgemaakte bommen te laten vallen op het oorlogsschip Cañonero Guerrero in de Golf van Californië. Daar dit schip uiteraard geen luchtafweer had werd het gedwongen zich terug te trekken. Daar de inzet van vliegtuigen een succes was gebleken werd in 1915 de Mexicaanse Luchtmacht opgericht, met Salinas als eerste bevelhebber.
Na afloop van de Mexicaanse Revolutie werd hij militair attaché in België, het Verenigd Koninkrijk en Frankrijk. In 1929 sloot hij zich aan bij de opstand van generaal José Gonzalo Escobar, die echter werd verslagen zodat Salinas het land moest ontvluchten. Eind jaren 30 keerde hij terug naar Mexico. Tijdens de Tweede Wereldoorlog was hij de organisator van Eskader 201, een onderdeel van de Mexicaanse luchtmacht dat aan de zijde van de geallieerden de Japanners bevocht. Salinas overleed in 1964.